# Domingo Guzmán
Domingo Guzmán (nacido el 5 de abril de 1975 en San Cristóbal) es un lanzador relevista dominicano que jugó en las Grandes Ligas de Béisbol.
Hizo su debut en Grandes Ligas con los Padres de San Diego en 1999, y jugó en ocho partidos de 1999 a 2000. Viajó a Taiwán, y jugó una temporada en la Liga China con los Ballenas Chinatrust. Fue firmado por los Yokohama BayStars en 2002, y registró cinco triunfos para convertirse en parte de la rotación de abridores. Le fue renovado el contrato para la temporada siguiente, pero estuvo inconsistente durante toda la temporada, marcando un récord de 8-12 con una efectividad de 4.69. Fue dejado libre a finales de 2003, a pesar de liderar en el último lugar en victorias a los BayStars.
Fue reclutado por los Chunichi Dragons en el año 2004,  y registró un respetable récord de 10-5  con una efectividad de 3.76. Se perdió la mayor parte de 2005 después de sufrir una lesión en el hombro, y fue enviado a las menores en el inicio de 2006. Fue puesto en waivers en agosto, y posteriormente liberado. Además ha jugado para Tohoku Rakuten Golden Eagles.
Estableció el récord mundial en ponches por períodos consecutivos al bate con los BayStars, ponchándose 18 veces seguidas en 2003.